# Anneslea steenisii
Anneslea steenisii är en tvåhjärtbladig växtart som beskrevs av Clarence Emmeren Kobuski. Anneslea steenisii ingår i släktet Anneslea och familjen Pentaphylacaceae. Inga underarter finns listade i Catalogue of Life.